# Asesinato de Michele MacNeill
Michele Marie Somers MacNeill, (15 de enero de 1957 - 11 de abril de 2007) fue una víctima de asesinato estadounidense, modelo y ama de casa. Michele estuvo casada por casi 30 años con el médico Martin MacNeill y fue la madre de ocho hijos. Murió en Pleasant Grove, Utah, el 11 de abril de 2007 mientras se encontraba en casa recuperándose de una cirugía plástica a la cual se había sometido ocho días antes. Por petición de su marido, el cirujano prescribió cuatro medicinas para su recuperación; dos de las medicinas, Diazepam y Oxycodona, no serían normalmente prescritas a sus pacientes. Michele había estado preocupaba durante su recuperación, ya que creía que Martin estaba teniendo una aventura y que le había dado medicación de manera inapropiada. Su hija Alexis, que estudiaba medicina en ese momento, asumió la responsabilidad de dar a su madre la medicina prescrita. Michele se recuperó lo suficiente para que Alexis regresara a la escuela, Michele murió al día siguiente. Inicialmente, la policía y los informes de la autopsia concluían que Michele había muerto a causa de una enfermedad cardiovascular. Sin embargo, después de ser presionado para revisar el informe de toxicología, el forense en jefe del Estado de Utah encontró que la combinación de medicamentos en su cuerpo pudieron haber contribuido a su muerte cardíaca.
Durante el juicio, que comenzó el 17 de octubre de 2013, el fiscal jefe, Chad Grunander, dijo: " Casi fue un asesinato perfecto, MacNeill hizo que se le suministraran medicinas que él sabía que iban a ser difíciles de detectar una vez que estuviera muerta." Martin MacNeill fue declarado culpable del asesinato de Michele, así como de obstrucción a la justicia en un ampliamente publicitado caso que involucra adulterio, abuso sexual, y devoción religiosa externa. Martin MacNeill fue condenado a 17 años de prisión. Sin embargo, se suicidó en la cárcel en abril de 2017.

## Vida personal
Michele Marie Somers nació en 1957, hija de Milton y Helen Somers. Michele creció en Concord, California, donde ella tocaba el violín, actuaba, también fue una animadora, así como reina del baile. Ella era una estudiante de excelencia y un miembro activo de La Iglesia de Jesucristo de los Santos de los Últimos días (Iglesia mormona). Michele fue una estudiante de intercambio en Suiza, una modelo, y "miss concord" en el año de 1976.
Michele conoció a Martin MacNeill (nacido el 1 de febrero de 1956) en una actividad para adultos jóvenes mormones. Martin se unió a la milicia en 1973 a la edad de 17 años. Le fue dada una licencia de incapacidad por razones de salud mental en 1975 y recibió beneficios para veteranos de guerra durante años. Michele se fugó con Martin y se casaron el 21 de febrero de 1978. Cuatro meses después de la boda, Martin cumplió una condena de seis meses en prisión por falsificación, robo y fraude.
En 2007, la familia MacNeill vivía en una urbanización cerrada en Pleasant Grove, Utah y eran activos en su congregación mormona. Michele fue la madre de ocho hijos: Rachel, Vanessa, Alexis, Damian, Giselle, Elle, Sabrina y Ada, cuatro de los cuales supuestamente fueron adoptados de Ucrania. Sin embargo, aunque Ada MacNeill fue adoptada por Michele y Martin, Ada es en realidad la hija de Vanessa MacNeill, por lo que es la nieta biológica de Michele y Martin.
Martin MacNeill era el director médico del Centro de Desarrollo del Estado de Utah, en American Fork, Utah. Martin había servido como obispo mormón (líder laico de la congregación). Anteriormente había sido un médico practicante en Pleasant Grove, sirvió en la milicia y recibió su licenciatura en derecho aunque no la ejerció. Después, los investigadores determinaron que Martin había falsificado los papeles de la universidad para entrar a la escuela de medicina de California donde obtuvo su licenciatura en medicina osteopática y también falsificó su posterior solicitud de ingreso a la escuela de derecho.
Según él, no estaba satisfecho con su matrimonio, hacía declaraciones sobre el deseo de un divorcio y tuvo relaciones extramatrimoniales, incluyendo la relación que tenía con Gypsy Willis antes y después de la muerte de su esposa. Martin y Michele ya habían estado casados por 29 años, 2 meses y 10 días en el momento de su muerte.
El 16 de enero de 2010, con 24 años, Damian Alejandro MacNeill, hijo de MacNeill, se suicidó. Él era un estudiante de derecho en la Escuela de Derecho de Nueva York . Antes de la muerte de Damian, la Oficina de Abogados del Condado de Utah envió una carta a la Escuela de Derecho de Nueva York indicando que "los investigadores de la Oficina de Abogados del Condado de Utah consideraban que él [Damián] era un individuo muy peligroso con impulsos homicidas y que hablaba sobre las 'alegrías de matar'" y que "Damian estaba presente en Pleasant Grove en la fecha de la muerte de su madre."

## Acontecimientos que condujeron al asesinato

### Matrimonio problemático
Según Rachel MacNeill, Michele MacNeill escuchó muchas veces que Martin amenazaba con suicidarse. En 1994, Martin fue acusado de tener relaciones sexuales con un paciente en el Centro de Salud de la Universidad Brigham Young (BYU) e intentó suicidarse. De acuerdo con informes de la policía, Martin MacNeill amenazó con matarse y a Michele con un cuchillo de carnicero en agosto de 2000 después de que Michele lo sorprendiera mirando pornografía. Martin amenazó con suicidarse de nuevo en 2005, cuando Michele lo sorprendió mirando pornografía otra vez. En febrero de 2007, Michele confronta a Martin repetidamente sobre sus sospechas de que él estaba teniendo una aventura. Martin había tenido al menos dos aventuras en el período de 2005 a 2007, una con Anna Osborne Walthall y otra con Gypsy Willis.

### La cirugía plástica
En marzo de 2007, Martin MacNeill propuso a Michele la idea de hacerse una cirugía plástica. Michele se muestra renuente a someterse a la cirugía en un primer momento, prefiriendo posponer la operación por razones de salud. Ella quería asegurarse de que su presión alta estuviera bajo control y prefería perder algo de peso antes de la cirugía. Martin continuó presionado con la idea de la cirugía hasta que Michele accedió a realizarse un estiramiento facial, pensando que ayudaría a su matrimonio. En la última consulta de Michele antes de la cirugía, Martin, que era un médico por ese entonces, dio al cirujano plástico una lista de los medicamentos que él quería fueran prescritos a Michele. El cirujano prescribió Vicodin, Zolpidem, Diazepam, Percocet (Oxicodona), Prometazina y Cefalexina. El Dr. Scott Thompson, quien realizó la cirugía, admitió que normalmente no prescribía Diazepam y la Oxicodona a sus pacientes. El medicamento fue más fuerte del que el cirujano normalmente prescribía.
La cirugía se llevó a cabo el 3 de abril de 2007. Michele pasó la noche en el hospital y fue dada de alta el 4 de abril. A la mañana siguiente, Michele fue encontrada inconsciente por su hija mayor, Alexis, quien estaba de vacaciones de la escuela de medicina. Su padre, le dijo que "probablemente había sobre-medicado" a su esposa. Aunque Michele sobrevivió, después de eso Alexis cuidó los medicamentos que se le suministraban a su madre durante el resto de su estancia en la casa de sus padres. Según Alexis, Michele tenía miedo de los esfuerzos de Martin para darle medicina que ella no necesitaba. El 6 de abril de 2007, Michele le dijo a Alexis que "si me pasa algo, asegúrate de que no fue tu papá."

### Amantes
El 6 de abril, Michele confronta a Martin acerca de numerosas llamadas y mensajes de texto enviadas a Gypsy Willis.
Durante el juicio, los fiscales afirmaron que MacNeill mató a su esposa con el fin de que pudiera estar con su amante, Gypsy Willis (alias Gypsy Jyll Willis, también conocida como Jillian Giselle MacNeill). MacNeill contrató a Willis como niñera para sus hijos más pequeños dos semanas después del asesinato de Michele. Ambos fueron declarados culpables de robo de identidad, utilizando la identidad de la hija adoptada de MacNeill para beneficio de Willis. La hija fue enviada de vuelta a Ucrania.

### Condición de salud
Durante las semanas previas al asesinato, MacNeill dio la impresión de que había contraído una condición médica que le obligaba a caminar con ayuda de un bastón. Sus registros médicos mostraban que había tenido buena salud. Martin MacNeill también "había estado recibiendo beneficios por ser un veterano durante décadas, diciendo en la solicitud que tenía un trastorno bipolar o bien, un trastorno antisocial".

### Muerte y autopsia
Alexis regresó a la escuela de medicina el 10 de abril de 2007, creyendo que la recuperación de su madre iba bien. Al día siguiente, el 11 de abril de 2007, Michele MacNeill y Alexis hablaron a las 8:44 de la mañana y Michele dijo que se encontraba bien. A las 9:10 de la mañana, Martin llamó a Alexis y le pidió que llamara a su madre, diciendo que él estaba preocupado de que no se encontrara bien y de que no se levantaba de la cama.
Michele murió a la edad de 50 en la bañera de su casa en Pleasant Grove. Aunque Martin dijo que él estaba en el trabajo, no fue visto en público hasta las 11:00 a. m., cuando llegó a la feria de seguridad local. Después de recoger a Ada, su hija menor, de la escuela a las 11:35 de la mañana, llegaron a casa entre las 11:35 y a las 11:46 de la mañana, y fue entonces cuando Ada encontró a su madre bocabajo en la bañera del cuarto de baño principal y no daba respuesta. Martín ordenó a su hijo Damian o a su novia, que se deshicieran de todos los medicamentos de Michele, aparentemente para mantener el asunto de la crujía plástica como un asunto privado.
Michele fue declarada muerta más tarde ese día. Una autopsia fue realizada, y su causa de muerte se determinó que fue una enfermedad cardiovascular. La policía y los informes de la autopsia concluían que la muerte de Michele había sido accidental y por causas naturales.
Los hijos de Michele y Martin MacNeill dudaron de la causa de la muerte de su madre, y exigieron una revisión del informe de toxicología. Además, en septiembre de 2007, Linda Cluff, hermana de Michele, escribió una carta al entonces gobernador de Utah, Jon Huntsman, y a la Oficina de Abogados del Condado de Utah pidiendo investigar la muerte de Michele. El doctor Todd Gray, forense en jefe del Estado de Utah, realizó una revisión y encontró que ninguno de los medicamentos encontrados en el cuerpo de Michele alcanzaban niveles tóxicos, pero que la combinación de Prometazina, Zolpidem, Diazepam y Oxicodona "podría haber actuado como calmante y conducido a una arritmia, resultando en su muerte cardíaca". Gracias al informe del doctor Todd Grey, su modo de muerte fue cambiado el 6 de octubre de 2010 a "indeterminado" y la causa a "Efectos combinados de problemas cardíacos y toxicidad". Se observó que Michele no habría sido capaz de administrarse el medicamento a sí misma.

## Servicio memorial
El servicio memorial de Michele se llevó a cabo el 14 de abril de 2007, en la iglesia situada junto al Templo de Mount Timpanogos. Martin habló en el servicio y en lugar de centrarse en Michele, habló acerca de cómo la vida había sido injusta con él.

## Ladrón de identidad
En 2009, Martin fue condenado a cuatro años de prisión federal por cargos de robo de identidad. Martin había usado la información de la identidad de su hija adoptada Giselle para obtener documentos legales falsos para su novia Gypsy Willis en nombre de Giselle. Señaló que el motivo era la evasión de impuestos, ya que Willis adeudaba grandes sumas de dinero al Servicio de Rentas Internas y Martin quería evitar cualquier posible vinculación con estas deudas. Él fue puesto en libertad por los cargos de robo de identidad en julio de 2012, con lo cual los oficiales del condado de Utah anunciaron que Martin era un sospechoso en el asesinato de su esposa Michele.
En 2011, Willis fue sentenciada a tres años de libertad condicional por haber sido cómplice de Martin en el robo de identidad, con crédito por 180 días en la cárcel a la espera del juicio.

## Cargos de asesinato y juicio
El 24 de agosto de 2012, la Oficina de Abogados del Condado de Utah culpó a Martin del asesinato de Michele. El juicio de Martin dio comienzo el 17 de octubre de 2013. Martin MacNeill se declaró inocente, diciendo que su esposa había muerto de forma accidental. Los médicos forenses no dictaminaron que su muerte había sido el resultado de un asesinato, pero los fiscales opinaban lo contrario por lo que convencieron al jurado de que Martin MacNeill había sido responsable del asesinato de su esposa por ahogamiento y prescripción de medicamentos. La orden de detención declaraba que anteriormente, MacNeill había intentado asesinar a su madre y había matado a su hermano, Rufus Roy MacNeill, quien había sido encontrado muerto en una bañera. A pesar de esto MacNeill no había sido juzgado por la muerte de su hermano.
Después de que la fiscalía presentara una moción para prohibir la cobertura de las cámaras en el juicio, el cuarto Tribunal de Distrito de Utah sostenía una regla del estado la cual había entrado en vigor el 1 de abril, y estipulaba que el juicio podía ser emitido y transmitido en vivo— el primero en la historia de Utah. La cobertura excluiría la grabación de los testimonios de los reclusos federales que temían represalias.
El juicio de 22 días fue litigado por el jefe fiscal, Chad Grunander y la defensa de Martin MacNeill que incluía a Randall Spencer y Susanne Gustin. En su discurso de clausura para el jurado, Grunander dijo que "casi fue un asesinato perfecto, MacNeill hizo que se le suministraran medicinas que él sabía que iban a ser difíciles de detectar una vez que ella muriera." Durante el juicio, una antigua amante de Martin MacNeill testificó que MacNeill había declarado que había una manera de matar a una persona que parecería ser una muerte natural causada por un ataque al corazón. Compañeros reclusos afirmaron que MacNeill había declarado que mató a su esposa, pero no podía ser comprobado.
La defensa afirmó que Michele MacNeill se había suministrado más medicamentos de los prescritos sufriendo así una sobredosis de medicamento lo cual causó que cayera en la bañera donde se ahogó. El jurado deliberó durante 11 horas y el 9 de noviembre de 2013 MacNeill fue declarado culpable por el asesinato de primer grado de su esposa, Michele, el 11 de abril de 2007. También fue condenado por el jurado de la ciudad de Provo, Utah, de obstrucción a la justicia por haber intentado obstaculizar la investigación del asesinato de su esposa tratando de hacer que la muerte de Michele pareciera accidental. La sentencia por asesinato corresponde a un tiempo de quince años y adicionalmente otros 15 años por la obstrucción de la justicia.
El 6 de diciembre de 2013, se reportó que Martin había intentado suicidarse en la cárcel. Aparte del juicio por asesinato, Martin fue encontrado culpable de haber abusado sexualmente de su hija Alexis Somers y fue sentenciado de uno a 15 años por este crimen.

## Sentencia
El 19 de septiembre de 2014, MacNeill fue sentenciado a 15 años de prisión mínimo por su asesinato de primer grado, así como otros 15 años por obstrucción a la justicia. Ya que el juez del cuarto distrito, Derek Pullan, hizo que las sentencias por asesinato y obstrucción a la justicia fueran consecutivas a la sentencia por abuso sexual, MacNeill no podría ser elegible para obtener libertad condicional por al menos 17 años (el 19 de septiembre de 2031).
MacNeill a los 60 años, se suicidó en la cárcel el 9 de abril de 2017, dos años y medio después de haber iniciado su condena. Fue encontrado sin vida en un patio exterior cerca del invernadero de la cárcel. Según el informe del Departamento de Policía Unificada, MacNeill utilizó una manguera y una línea de gas natural que se encontraba por el lugar que actuaba como un calentador del invernadero para matarse a sí mismo.

## En la cultura popular
El programa de televisión Dr. Phil, un Talk Show estadounidense, en el episodio "The Doctor, His Wife, His Mistress, the Murder" (temporada 12, episodio 48; transmitido el 19 de noviembre de 2013, resumen) entrevista a Gypsy Willis, la amante del antiguo médico condenado por el asesinato de su esposa. Willis habla sobre la aventura, el crimen, así como su condena el 2009 por fraude.
La serie documental de crímenes Corrupt Crimes publicó un episodio sobre el asesinato MacNeill, subtitulado "Corrupt Crimes: The Makeover Murder" (temporada 2, episodio 48; transmitido el 30 de junio de 2017). El episodio detalla la muerte de la exreina de belleza y de los años en que su hermana e hija insistieron en volver a examinar su muerte. Su compromiso conduce a que finalmente los oficiales soliciten que la causa de su muerte vuelva a ser investigada. El informe de toxicología revela la presencia de niveles letales de analgésicos al momento de la muerte, que conduce a la detención, condena y sentencia de Martin MacNeill por el asesinato de su esposa, por 30 años.
Dateline NBC transmitió un episodio titulado "Secrets in Pleasant Grove" el 27 de julio de 2018. Este fue el episodio número 60 de la temporada 26.
20/20 transmitió un episodio titulado "The Perfect Nanny" el 14 de junio de 2019.